# Eva Tobalina
Eva Tobalina Oraá (Vitoria, 13 de noviembre de 1975), es una historiadora, docente y conferenciante española.

## Biografía
Eva Tobalina nació en Vitoria 
y obtuvo su licenciatura en Historia en la Universidad de Navarra en 1997. Se especializó en los temas de Edad Antigua en la cuenca del Mediterráneo y obtuvo el doctorado con una tesis sobre el cursus honorum senatorial con la calificación de sobresaliente cum laude. Con la financiación del Gobierno Vasco y el Ministerio de Cultura y Deporte realizó investigaciones para las universidades de Maguncia, Heidelberg y Bolonia, bajo la tutela de los historiadores Géza Alföldy y Angela Donati.
Ha sido profesora de Historia en las universidades de Navarra y Valencia y actualmente imparte clases en los grados de Humanidades y de Historia en la Universidad Internacional de La Rioja. También imparte cursos y conferencias de divulgación histórica en la Fundación Caja Navarra y en la Asociación cultural Raíces de Europa. 

## Obras
- El "cvrsvs honorvm" senatorial durante la época Julio-Claudia (2007), EUNSA.
- La villa de las musas yacimiento arqueológico de Arellano (2008), Fundación para la Conservación del Patrimonio Histórico de Navarra.
- Los caminos de la seda : La historia del encuentro entre Oriente y Occidente (2024), La Esfera de los Libros.

Tobalina publicó diversos artículos en la revista Historia National Geographic. Sus obras más importantes son:
- Los caminos de la seda: la historia del encuentro entre Oriente y Occidente (La esfera de los libros, octubre de 2024).
- El cursus honorum senatorial durante la época Julio-Claudia.
- Prosopografía y onomástica.